# Guardaroba

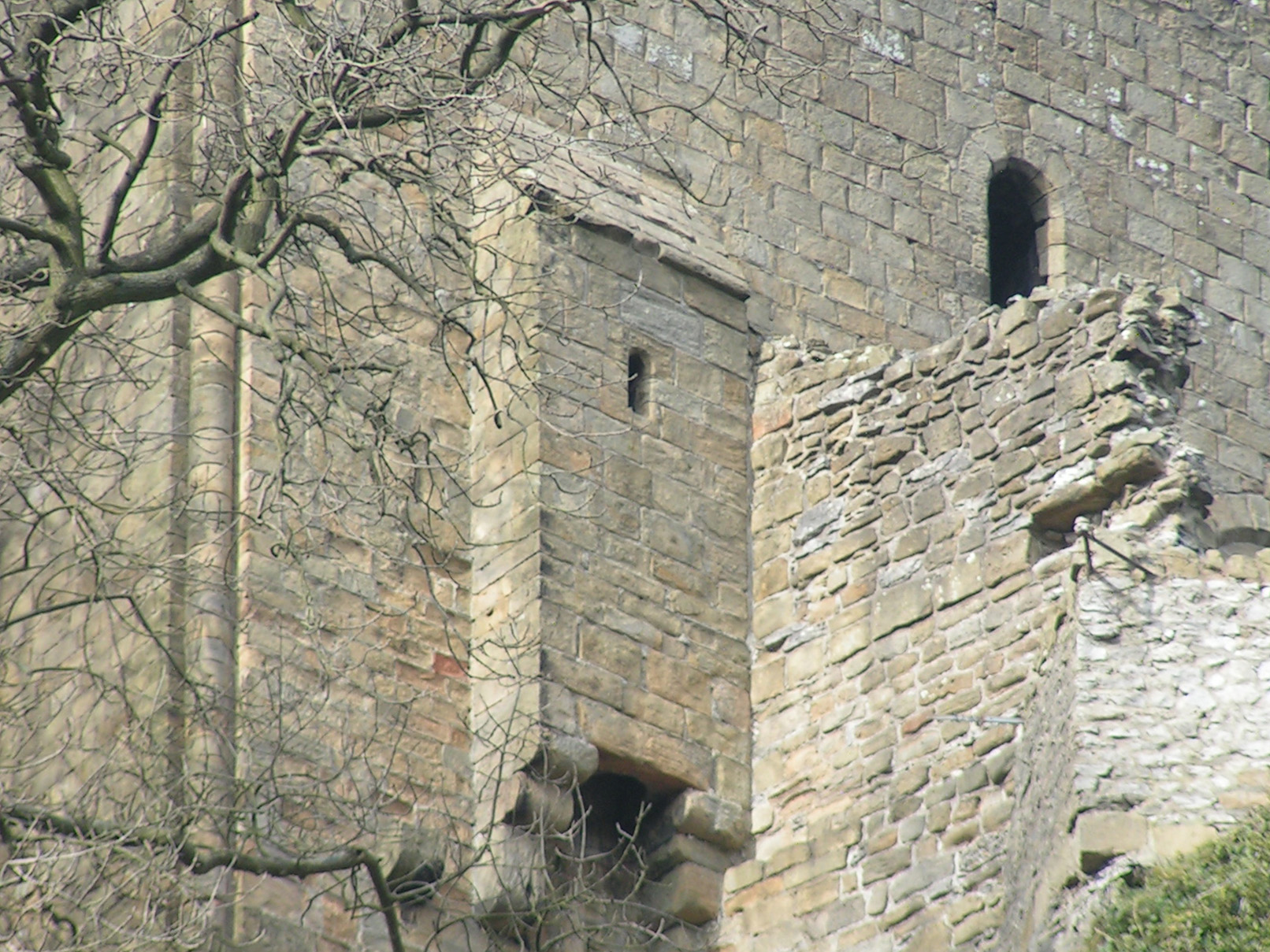
Guardaroba del castello Peveril, Derbyshire, Inghilterra

Il guardaroba è un primitivo gabinetto situato in un castello o altro edificio medievale, solitamente un semplice buco con scarico all'esterno. La "torre della latrina" è una torre costruita appositamente per ospitare questi gabinetti, che solitamente si sporge dalle mura.
Secondo Frank Bottomley (rinomato studioso dell'architettura medievale ed autore di numerosi libri), le latrine erano:
()
Questa definizione è confermata dal Merriam-Webster Online Dictionary secondo il quale l'etimologia del termine deriverebbe dal medio inglese che a sua volta deriverebbe dai termini in antico francese garder (guardare, proteggere) e robe (vestiti).

## Descrizione
Vi erano spesso buchi nelle mura esterne delle grandi strutture e dei castelli che conducevano alle fosse biologiche o ai fossati (a seconda del tipo di costruzione). Questi buchi avevano la forma di sedili in legno spesso posti in piccole stanze, il che gli valse il nome di "guardaroba", anche se "latrina" sarebbe stata una scelta migliore. Molti di questi buchi possono essere tuttora visti (sia dall'interno che dall'esterno) nei castelli e nelle fortificazioni normanni e medievali. Divennero obsoleti con l'abbandono in generale dei castelli, e furono sostituiti dai vasi da notte fino all'invenzione dei gabinetti. Data la loro esposizione, erano probabilmente scomodi da usare, soprattutto in caso di vento forte, e la carta igienica era costituita da paglia o lino.
Il castello di Bürresheim, nello stato del Renania-Palatinato, ha tre guardaroba. "Il dongione rettangolare del castello è databile al XII secolo, e raggiunse i cinque piani nel XV secolo… Solo il quinto piano, aggiunto durante il periodo gotico, aveva finestre rettangolari, che fanno capire trattarsi dell'abitazione della sentinella a causa dei camini e dei guardaroba."